# Alcedo euryzona
Alcedo euryzona е вид птица от семейство Alcedinidae. Видът е световно застрашен, със статут Уязвим.

## Разпространение
Видът е разпространен в Индонезия.